# برج الراية
برج الراية ناطحة سحاب تقع في منطقة شرق في مدينة الكويت، ويتألف البرج من 60 طابقا ويبلغ ارتفاعه نحو 300 متر، ويعد برج الراية واحدًا من أعلى الأبراج في الكويت وهو يحتل المرتبة 43 قائمة أطول الأبراج في العالم، ويقع برج الراية ضمن مجمع الراية الذي يضم بالإضافة إلى البرج فندق كورت يارد ماريوت، ومركز مؤتمرات، ومبنى لمواقف السيارات متعدد الأدوار، وتعود ملكية البرج لشركة الصالحية العقارية.

## التشييد والبناء
أشرف على تصميم برج الراية المهندس المعماري الأميركي كورتيس فينتريس، وقد استكمل بناء البرج بالتعاون مع شركة المكتب العربي للاستشارات الهندسية. وكان برج الراية قد بدأ في بناؤه عام 2005 على مساحة تبلغ 1058 متر مربع.
افتتح البرج في منتصف عام 2009، وبلغت تكلفته حوالي 32 مليون دينار وهذا المبلغ يشمل التكلفة الإجمالية لمجمع الراية.

## الموقع
يقع البرج في وسط مدينة الكويت في منطقة شرق في شارع الهلالي بالقرب من برج التحرير وبرج الحمراء.